# Rudnik Mały (Mazovie)
Pour les articles homonymes, voir Rudnik Mały.
Rudnik Mały (prononciation : [ˈrudnik ˈmawɨ]) est un village polonais de la gmina de Wiśniew dans le powiat de Siedlce de la voïvodie de Mazovie dans le centre-est de la Pologne.
Il se situe à 9 kilomètres au sud-ouest de Wodynie (siège de la gmina), environ 33 kilomètres au sud-ouest de Siedlce (siège du powiat) et à 66 kilomètres à l'est de Varsovie (capitale de la Pologne).

## Histoire
De 1975 à 1998, le village appartenait administrativement à la voïvodie de Siedlce.

Depuis 1999, il appartient administrativement à la voïvodie de Mazovie